# Ljungby hembygdsförening
Ljungby hembygdsförening bedriver verksamhet i  Ljungbyholm, Trekanten,  Vassmolösa och dess kringliggande landsbygd.. Den bildades 1938 och är ansluten till Sveriges hembygdsförbund och ingår Kalmar Läns hembygdsförbund.

## Byggnader

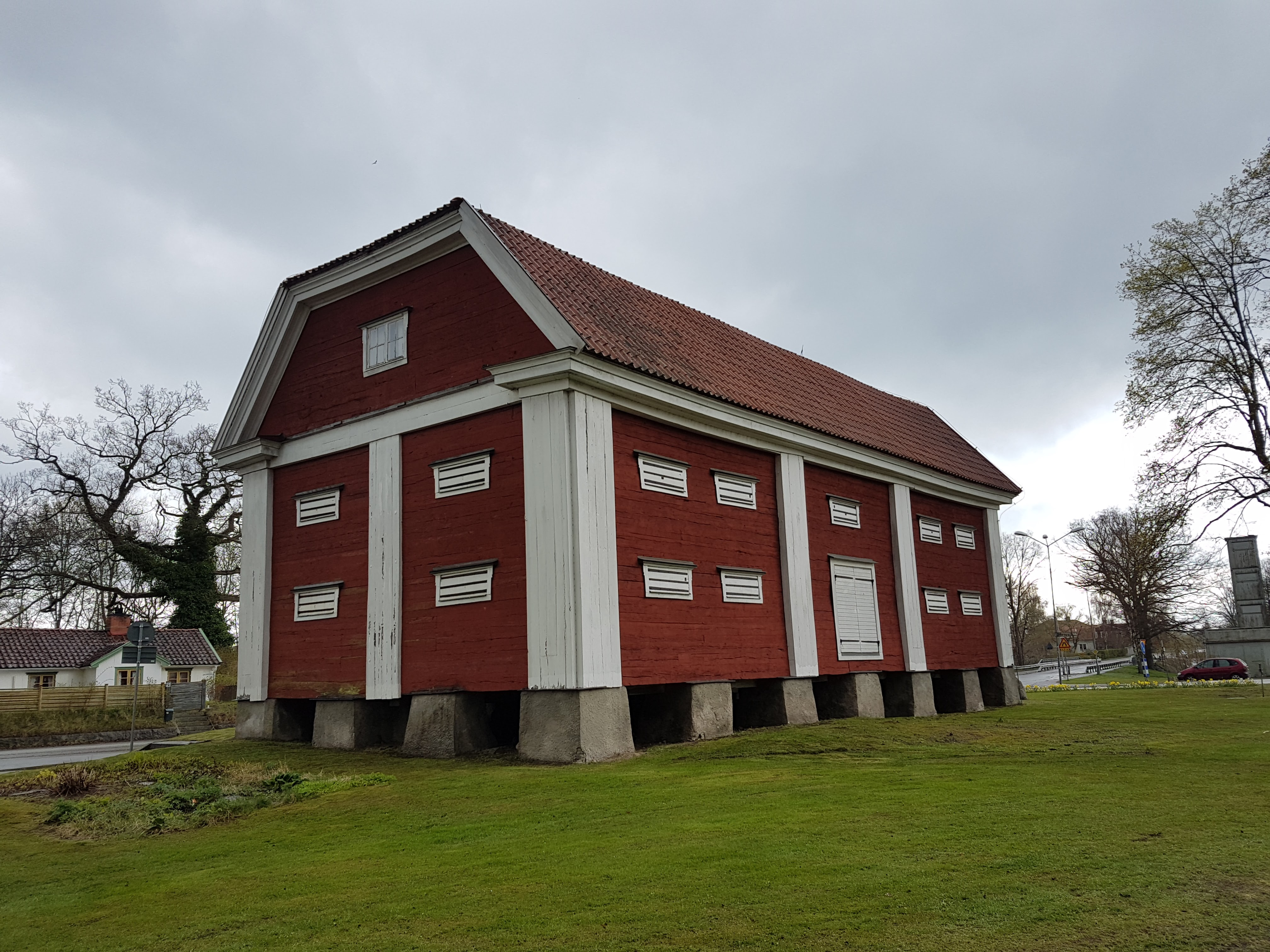
Sockenmagasinet som rymmer hembygdsmuseum

Ljungby hembygdsförening vårdar flera byggnader
Ljungby sockenmagasin
Ljungby hembygdsgård som ligger intill Ljungby kyrka  och var en skola i Ölvingstorp. Den flyttades  till nuvarande plats 1896.
Ljungby hembygdsstuga som är en gammal ryggåsstuga, troligen från början av 1800-talet. Den låg ursprungligen i Kvigerum och skänktes till Ljungby Hembygdsförening.
Tingshusstapeln  Vassmolösa är en klockstapel är från 1865. Klockan är gjuten i Karlskrona 1780
Ljungby brandstation som byggdes 1941.